# Pismira kabare
Pismira kabare är en tvåvingeart som beskrevs av Richards 1960. Pismira kabare ingår i släktet Pismira och familjen hoppflugor.
Artens utbredningsområde är Kongo. Inga underarter finns listade i Catalogue of Life.